# برج الأجراس لإيفان الأكبر

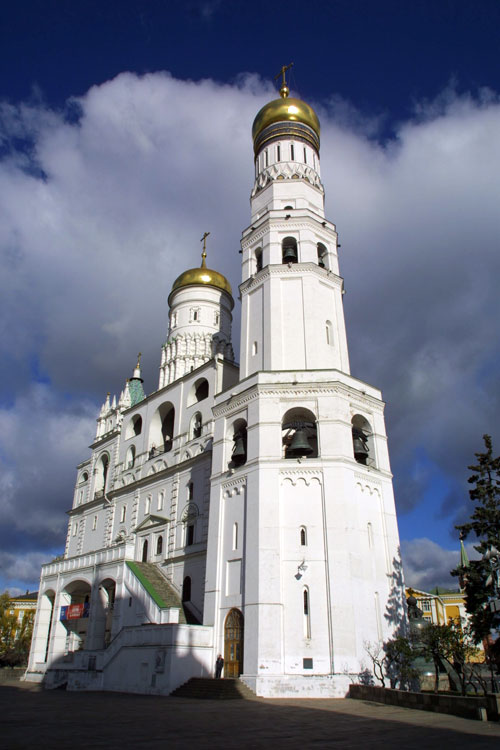
برج الأجراس لإيفان الأكبر

برج الأجراس لإيفان الأكبر (بالروسية : Колокольня Ивана Великого) هو أطول الأبراج في مجمع الكرملين في موسكو، يبلغ ارتفاعه 81 مترا (266 قدم). تم بناؤه في عام 1508 للكاتدرائيات الأرثوذكسية الروسية المسماة العذراء، الملائكة، والبشارة حيث لم يملكوا أبراج خاصة بهم. يقال أن برج الأجراس يقع في مركز موسكو الجغرافي.

## العمارة

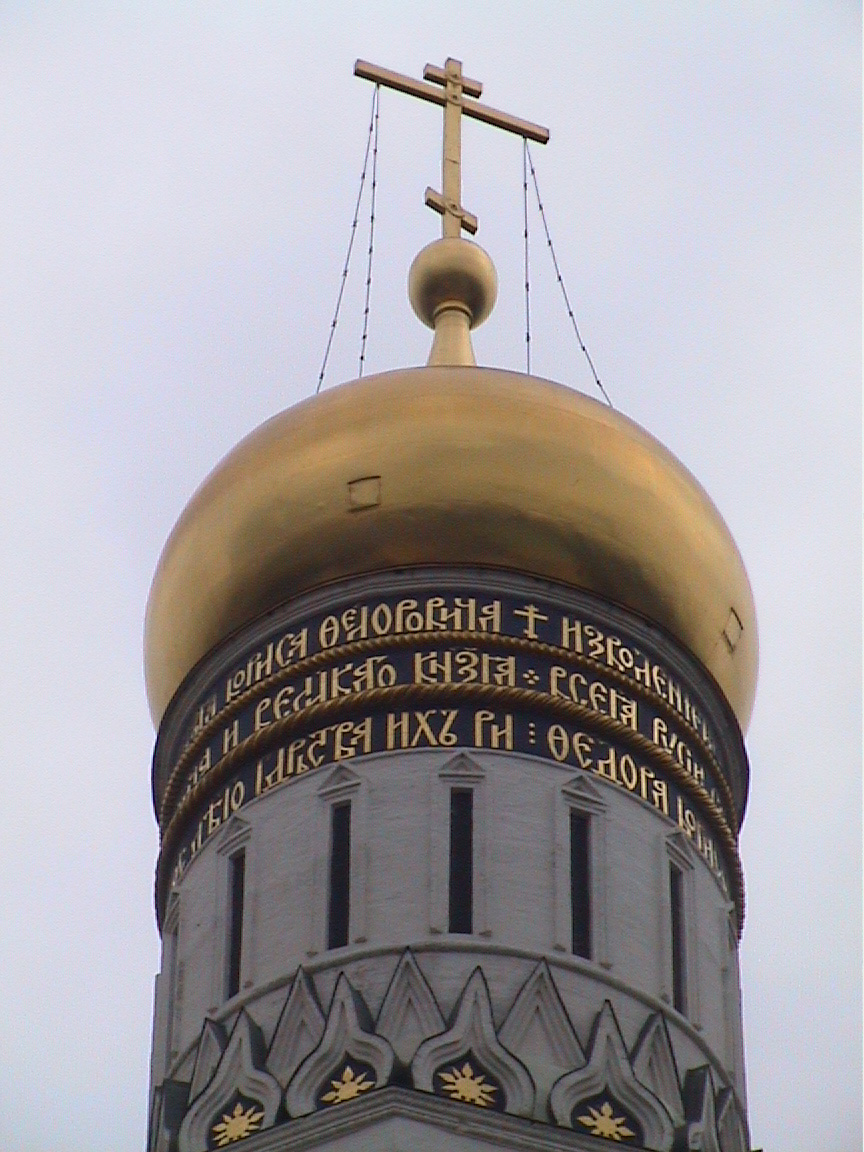
قبة برج إيفان الجرس العظيم مع نقش تذكاري لتوسع عام 1600

برج الأجراس لإيفان الأكبر عبارة عن برج متكون من 3 طوابق متألفة من طبقات مثمنات الزوايا. وفي كل طبقة مثمنة الزوايا شرفة ورواق مفتوحان تنصب فيهما الأجراس. وعدد الأجراس في البرج 21 جرسا، ويزن أكبرها 70 طنا.
يبلغ سمك حيطان الطابق الأول 5 أمتار والطابق الثاني 2.5 متر. ونصب في داخل البرج سلم حجري متكون من 83 درجة. ويتحول السلم في داخل الطابق الثاني إلى سلم حلزوني متكون من 149 درجة، وفي الطابق الثالث إلى سلم حديدي متكون من 97 درجة. وهكذا يبلغ مجموع الدرجات في السلم 329 درجة. ويبلغ ارتفاع البرج 81 مترا. وكان البرج في الماضي أهم منشأة في موسكو للمراقبة، وكان يمكن من فوقها مشاهدة موسكو وضواحيها على مدى حتى 30 كيلومترا.